# Berkeley
Berkeley je město v USA, v Kalifornii v Sanfranciském zálivu. Má přibližně 124 tisíc obyvatel. Nachází se zde známá Kalifornská univerzita v Berkeley a jaderné výzkumné ústavy.
Ve městě se nachází mnoho historických sbírek a nespočet muzeí. San Francisco je sice považováno za nejliberálnější město USA, ale je to Berkeley, která díky levicové politice, politickým aktivitám a hlavně místní atmosféře určuje směr. Toto na kopcích vzrostlé město na východní straně zálivu je od San Franciska vzdáleno 20 minut jízdy BARTem (Sanfranciskou podzemní dráhou).
Stanice metra BART se nachází na Shattuck Avenue, hlavní třídě centra Berkeley. Severní část Shattuck a ulice Cedar se nazývá Gourmet Ghetto, kde najdete restauraci Chez Panisse, která se chlubí přízviskem rodiště kalifornské kuchyně.

## Místní univerzita a její aktivity
Berkeley za svoji pověst vděčí dlouholetému radikalismu, který bují hlavně na akademické půdě Kalifornské univerzitě v Berkeley (UCB), první univerzitě v Kalifornii.
Byla to právě UCB, na níž v raných 60. letech 20. století začínalo hnutí Free Speech Movement, kde byly organizovány první protesty proti válce ve Vietnamu a kde byl národní gardou použit proti demonstrujícím slzný plyn na příkaz Ronalda Reagana, tehdejšího guvernéra Kalifornie.
Počátky univerzity sahají do dob, kdy chtěla anglická protestantská církev na západním pobřeží po vzoru španělských misionářů zavést výuku křesťanství. Křesťanská univerzita byla otevřena roku 1850, ale církev měla málo prostředků na její provoz a tak ji převzala díky zlatu zbohatlá státní správa a roku 1973 byla otevřena Kalifornská univerzita. UCB byla navržena pro 5000 studentů, dnes jich má pod svými křídly 30000.

### Aktivity v 60. letech
Na Sproul Plaza studenti organizovali své akce. Na tomto náměstí i dnes stojí stánky poskytující informace týkající se ekologie, sociálních věcí a politiky.
Dalším důležitým místem dění v 60. letech byla Telegraph Avenue, na kterou narazíme, budeme-li procházet Bancroft Way. Je obklopená knihkupectvími, restauracemi, pekárnami a kavárnami, a jako taková je výborným místem pro poznání dnešního studentského života na Berkeley.

### Věda
Kalifornská univerzita patří mezi nejznámější a vědecky nejúspěšnější univerzity na světě. Například ve světě počítačů díky několika projektům:
- BSD (Berkeley Software Distribution) — odnož operačního systému Unix, ze které se odvozuje např. FreeBSD, NetBSD, OpenBSD a DragonFlyBSD (1977)
- BIND (Berkeley Internet Name Domain package) — nejrozšířenější DNS server (1981)
- algoritmy pro práci s plovoucí řádovou čárkou, značný podíl na standardu IEEE 754
- SETI@home — distribuovaný výpočet (prováděný osobními počítači připojenými k Internetu a koordinovaný servery v Berkeley), analýza signálu z radioteleskopu v Arecibu (1999), později vytvořen obecný framework pro distribuované výpočty BOINC (2004)
- podíl na projektu GNU

## Místní knihovna
Sice si nemůžete půjčit nějakou knihu v Bancroft Library, zato si zde ale můžete prohlédnout hroudu zlata z roku 1849, údajně jedna z těch které odstartovaly zlatou horečku nebo obdivovat nástěnné malby průkopníků Kalifornie. V knihovně je uložena sbírka 44 milionů knih a rukopisů včetně zásoby deníků, dopisů a publikací Marka Twaina.
V elegantní knihovně Doe Library se nachází sekce Map Room, kde se skrývá vše o čem každý kartograf sní. Další dveře vedou do Morrison Library, kde každý nejradši popadne noviny a rozvalí se na pohodlný gauč.

## Partnerská města
- Gao, Mali
- Dmitrov, Rusko
- Blackfeet Nation, Spojené státy americké
- Jena, Německo
- Ulan-Ude, Rusko
- Yurok Tribe, Spojené státy americké
- Uma Bawang, Malajsie
- Sakai, Japonsko
- San Antonio Los Ranchos, Salvador
- Oukasie, Jihoafrická republika
- Yondó, Kolumbie
- Palma Soriano, Kuba
- León, Nikaragua